# Piramida lui Ball

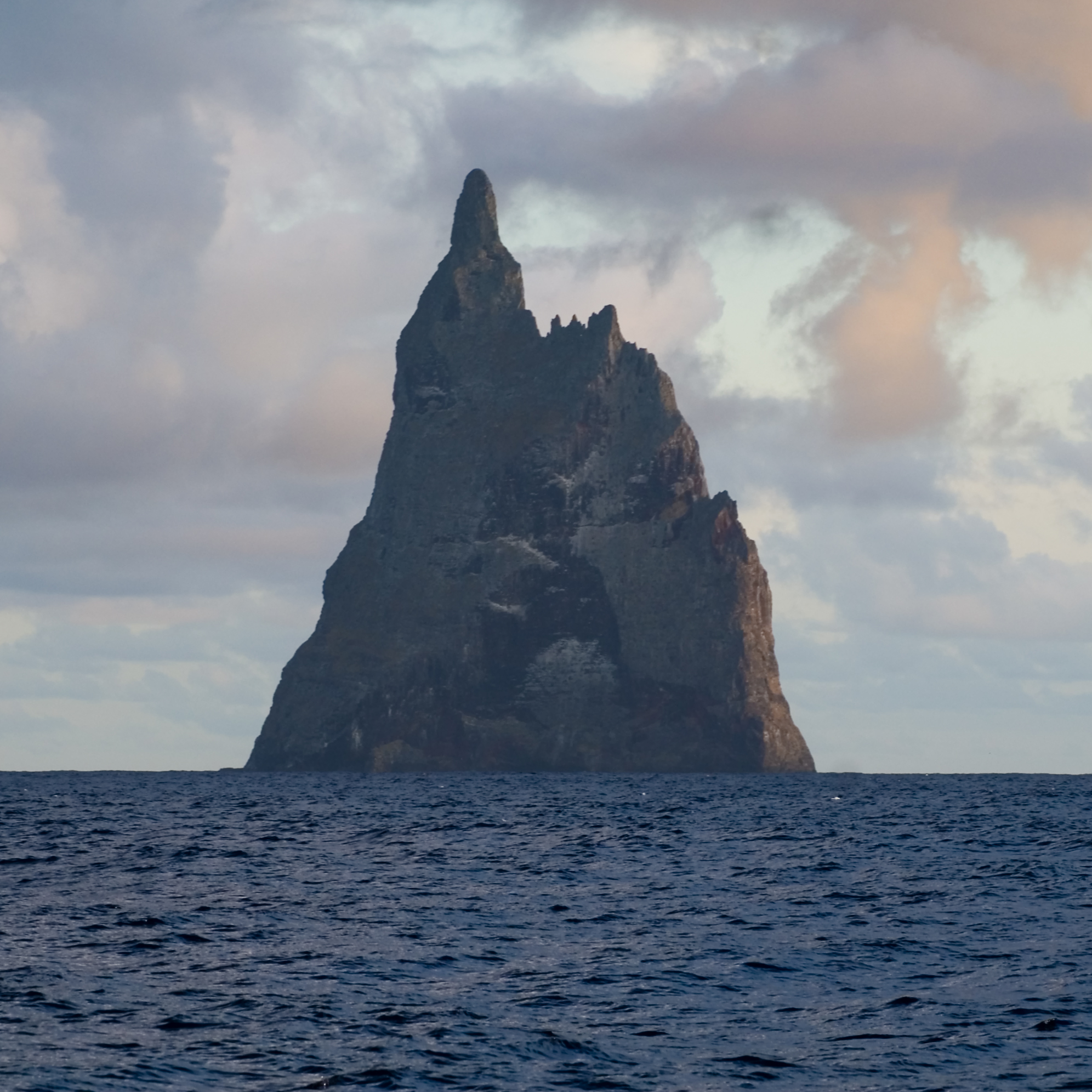

O creastă de rocă izolată, ce se ridică din apele Pacificului de sud, este cea mai înaltă formațiune stâncoasă din lume. 
Pe hartă, punctișorul ce reprezintă Piramida lui Ball se pierde aproape în nemărginirea oceanului. Cei care vin însă pentru a o vedea la fața locului cred cu greu ceea ce văd. Deși la bază măsoară doar 400 m, piramida atinge 550 m înălțime - aproape de două ori mai mult decât Turnul Eiffel din Paris. Cartea Recordurilor, Guinness, o menționează ca fiind cea mai înaltă formațiune stâncoasă din lume.
Ridicându-se în largul coastei estice a Australiei, Piramida lui Ball se află la aproximativ 700 km nord-est de Sydney. Privind-o în timpul zborului său solitar peste Marea Tasman în 1931, pilotul Francis Chichester o descria ca "un mare pumnal de piatră primitiv". Dar această gigantică Excalibur își dezvăluie secretele nu când este văzută de sus, ci de sub apă. 
Dincolo de suprafața oceanului, o sumedenie de pești viu colorați mișună printre coloane și arce de piatră. Domeniul lor e un platou de rocă vulcanică, iar Piramida lui Ball este de fapt un vulcan stins, în ruine, care-și arată deasupra apei doar vârful - unul dintr-o serie de vulcani care au devenit inactivi cu 7 milioane de ani în urmă.
De atunci, marea a dus o luptă continuă cu această masă de piatră din adâncurile ei. Valurile au ros-o timp de secole și, ajutate de vânt, o macină în continuare. Astăzi mai există doar 3% din volumul inițial de piatră, redus de forțele naturii la un lanț de insule și stânci.

## Descoperirea lui Ball

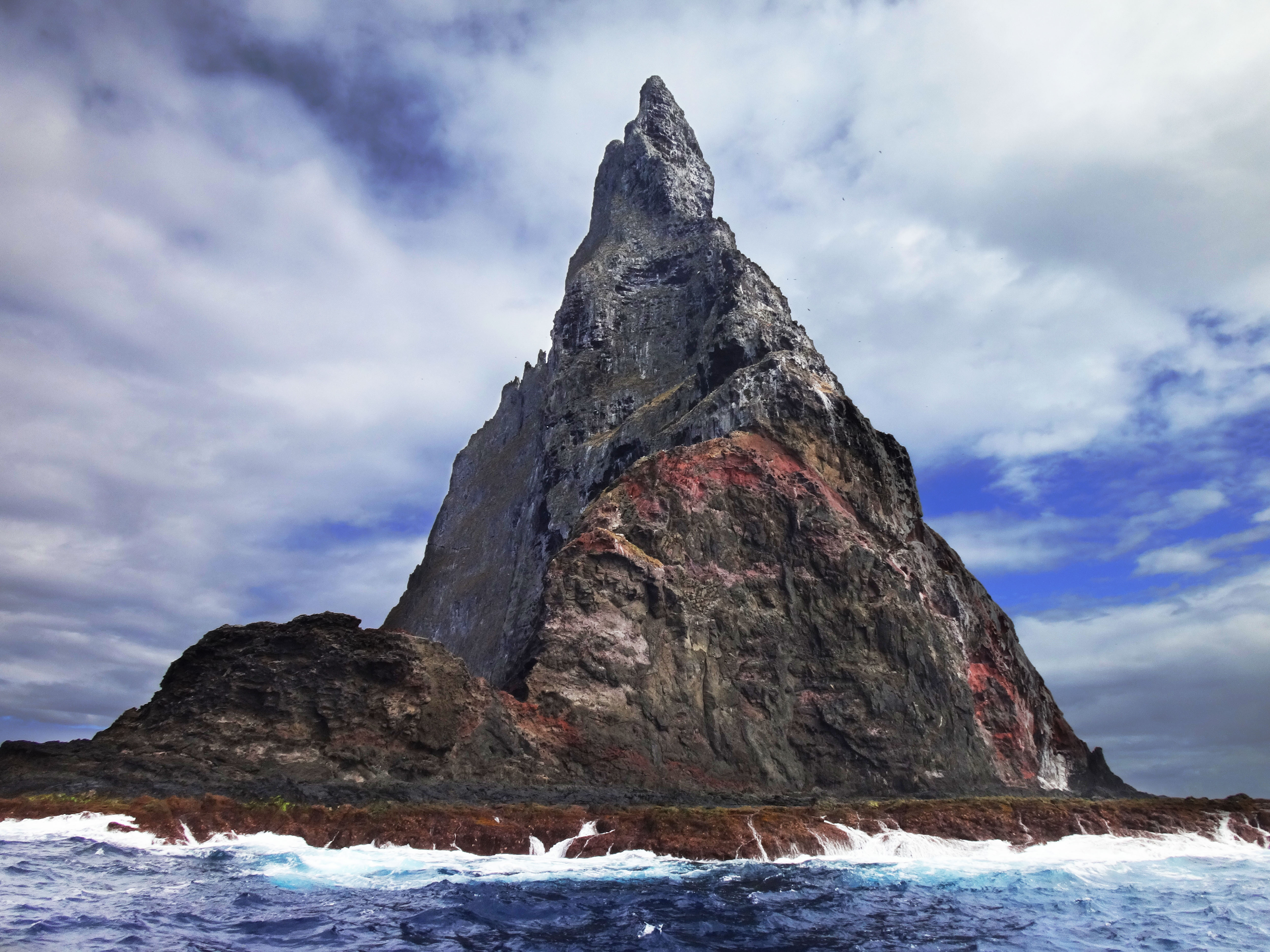
Piramida lui Ball

Primul european care a zărit piramida a fost Henry Lidgbird Ball, comandantul navei HMS Supply, care transporta în 1788 coloniști în insula Norfolk. Ball a botezat piramida cu numele său și, la întoarcere, a ancorat în dreptul celei mai mari insule, pe care a numi-o în cinstea lordului Howe, Primul Lord al Amiralității din Anglia.
Când au pus piciorul pe insula de 11 km în formă de semilună, Ball și tovarășii săi au pășit într-un paradis împădurit, în care animalele sălbatice păreau că nu se teamă de apropierea lor. Mai târziu însă au venit aici și alte nave, iar marinarii înfometați au vânat până la extincție păsări ca gallinula albă. În 1834, Insula Lord Howe era deja locuită de coloniști care trăiau din comerțul cu navele aflate în trecere. 
Odată cu europenii, au sosit aici și șobolanii, care au înotat până la țărm de pe corăbiile naufragiate. Pe insulă au găsit hrană din abundență - șopârle, păsări, insecte, care nu se puteau apăra împotriva lor; astfel șobolanii au distrus cinci specii de păsări și au adus în pragul extincției rase unice de șopârle gecko și scincus officinalis, precum și unele insecte-bețigaș. 
Dar Piramida lui Ball, aflată la aproximativ 20 km sud de Insula Lord Howe, a rămas intactă. Ambarcațiunile îi dau ocol, în vreme ce pasagerii o admiră cu uimire. Păsările nu sunt însă intimidate de ea, survolând-o și aterizând pe muchiile ei înguste. Pentru ele, lespedea bătută de vânturi constituie un adăpost ideal, numeroase specii, printre care petreli, rândunici-de-mare și pasărea tropicelor cu coada roșie, cuibărind aici în fiecare an.
În jurul Insulei Lord Howe, unde curentul tropical cald îl întâlnește pe cel rece (subantarctic) se află cel mai sudic recif de corali. În ascunzișurile sale și în galeriile din piatră trăiesc peste 400 de specii de pești tropicali și de ape mai reci. Unii, ca peștele-buzat cu cap dublu, care măsoară 76 cm în lungime și se numește astfel datorită umflăturii de pe capul masculului, pot fi întâlniți numai aici.
De două secole, Piramida lui Ball rezistă în fața activității umane. Aici nu există golfulețe sau plaje pe care să poată acosta ambarcațiunile, ci doar o platformă de aterizare printre colțurile abrupte spălate de valuri. Multe bărci cu alpiniști amatori au fost împinse înapoi de mare. Unii au înfruntat valurile și rechinii înotând până la stâncă; păsările de mare s-au năpustit asupra lor, iar miriapozi de 15 cm lungime i-au mușcat de picioare pe când încercau să găsească un loc propice pentru a se cățăra. Supranumită "Everestul Australiei", Piramida lui Ball părea că nu va permite să fie escaladată. Dar în 1965, Bryden Allen și John Davis au condus o echipă australiană care a izbutit să atingă vârful. Alpiniștii au fost foarte aproape de înfrângere pe ultimii 60 m, unde bucățile de rocă se aflau într-un echilibru atât de precar, încât unele s-au rostogolit în mare, lăsând în loc goluri bătute de vânt, ce conferă stâncii au aspect de sculptură bizară.
Au urmat apoi și alți cățărători care au reușit să admire peisajul de pe culmea semeață a formațiunii. În prezent, Piramida lui Ball face parte din Patrimoniul Mondial, bucurându-se de o protecție bine meritată.